# NL-Alert

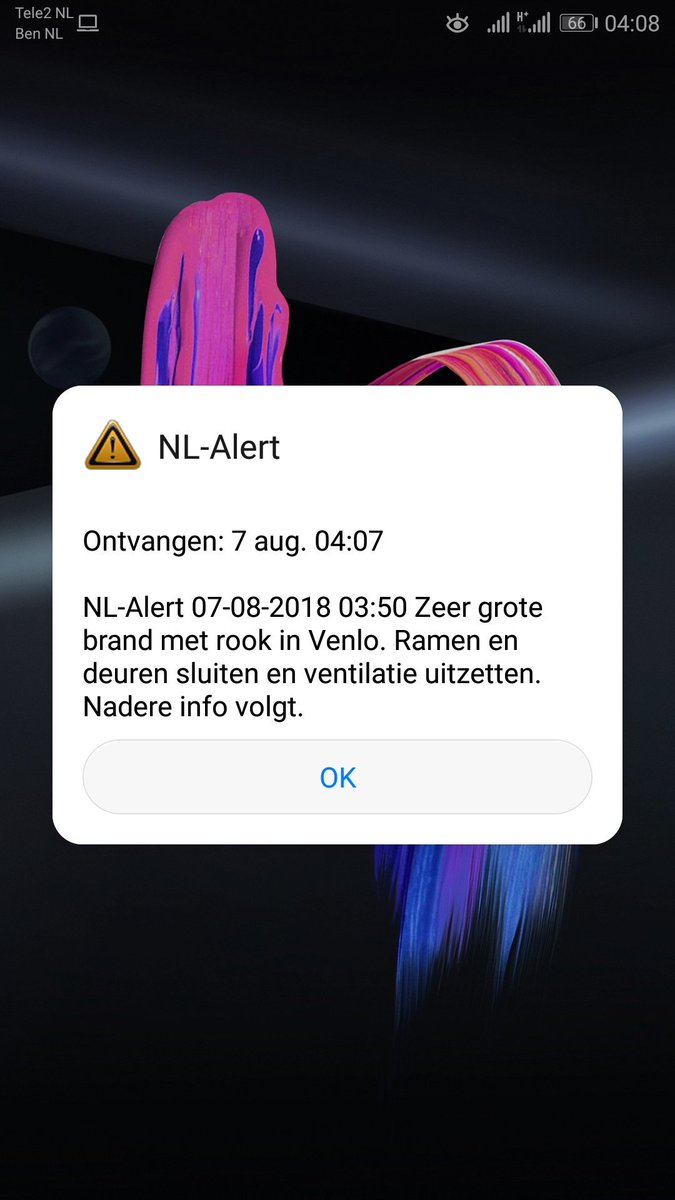
Warnung vor einem Großbrand in Venlo via NL-Alert

NL-Alert ist ein auf Cell Broadcasts basierendes Alarmsystem der niederländischen Regierung für das gesamte Staatsgebiet. Mit dem System werden die Bürger über Gefahren-, Notfall- und Krisensituationen informiert.
Die niederländischen Behörden können seit Einführung des Systems im November 2012 Nachrichten an alle Mobiltelefone in einem gewissen Umkreis schicken. Hierzu wurde das Gebiet der Niederlande in etwa 5000 Zellen unterteilt. Vor der landesweiten Inbetriebnahme fanden Testläufe in einigen Gemeinden statt, darunter Zoetermeer, Rotterdam und Enschede. Das System wird zur Warnung vor allgemeinen Notfällen wie Großbränden mit giftiger Rauchentwicklung, Überschwemmungen oder Explosionsgefahren eingesetzt.
Kritisiert wurde die Warnung im Mai 2017, als Ajax im Finale der Europa League in Solna/Schweden spielte und die Polizei jeden im Land warnte nach Amsterdam zu fahren, weil die Stadt so überfüllt sei.
In den Niederlanden werden immer mehr NL-Alerts ausgestrahlt, 2013 waren es 33, 2019 über 170.

## Funktionsweise
NL-Alert nutzt das sogenannte Cell Broadcasting, einen bereits Mitte der 1990er Jahre entwickelten Mobilfunkdienst, der Kurzmitteilungen an alle Empfänger in einem definierbaren Gebiet versendet. Hierzu werden die Sendemasten aller Provider genutzt. Der Dienst verwendet einen eigenen Kanal und funktioniert daher auch noch, wenn eine Überlast des Netzwerks vorliegt, die das Empfangen normaler Mitteilungen verhindern oder verzögern würde. Der Empfang der Mitteilungen ist auf den Geräten bestimmter Hersteller bereits ab Werk eingestellt; bei einigen anderen Modellen müssen zunächst entsprechende Apps installiert oder Einstellungen gesetzt werden.

## Reichweite
Die niederländischen Behörden verschicken zwei Mal jährlich – im Juni und im Dezember – eine Kontrollnachricht an alle Empfänger, anhand derer sich die Verbreitung von NL-Alert ablesen lässt.
Die bisher aktuellste Nachricht vom Juni 2020 wurde von 90 % der Niederländer ab 12 Jahren empfangen, weiteren 4 % wurde die Nachricht weitergegeben. Somit wurde 94 % ab 12 Jahren informiert.

### Reichweite vergangener Probealarme
Gezählt werden direkte Empfänger und solche, denen die Nachricht von Nahestehenden weitergegeben wurde.
- 6. Juni 2016 – 8,3 Millionen Menschen ab 12 Jahren (57 %)[7]
- 5. Dezember 2016 – 8,8 Millionen Menschen ab 12 Jahren (60 %)[8]
- 3. Juli 2017 – 9,2 Millionen Menschen ab 12 Jahren (63 %)[9]
- 4. Dezember 2017 – 10,8 Millionen Menschen ab 12 Jahren (74 %)[10]
- 4. Juni 2018 – 11,3 Millionen Menschen ab 12 Jahren (76 %)[11]
- 3. Dezember 2018 – 12,43 Millionen Menschen ab 12 Jahren (83 %)[12]
- 3. Juni 2019 – 13,18 Millionen Menschen ab 12 Jahren (88 %)[13]
- 2. Dezember 2019 – 13,7 Millionen Menschen ab 12 Jahren (90,7 %)[14][15][16]
- 8. Juni 2020 – 14,2 Millionen Menschen ab 12 Jahren (94 % der Bevölkerung, davon 90 % direkt aufs Handy, 4 % indirekt über Nahestehende)[6] Die Reichweite bei Personen über 75 Jahren lag nur bei 73 %, wuchs jedoch deutlich zum letzten Probealarm.
- 7. Dezember 2020 – ca. 90 %[17]

## Technische Probleme
Es gab wiederholt Berichte, dass in einigen Regionen keine Nachrichten ankommen, im Dezember 2018 war dies unter anderem in der Provinz Flevoland sowie in Noord-Brabant und Utrecht der Fall. Einzelne Empfänger bekamen die Nachricht dafür mehrfach. Daher wurde die Abschaltung der Sirenen verschoben.
Das Institut für Physische Sicherheit (Instituut Fysieke Veiligheid, IFV) stellte 2020 in einer Studie fest, dass die Bevölkerung im Allgemeinen mit dem NL-Alert-Dienst sehr zufrieden ist.